# Edda Művek 1.
Edda Művek 1. – pierwszy studyjny album węgierskiego zespołu Edda Művek, wydany w 1980 r. przez Hungaroton-Pepita na LP i MC. Dzięki temu albumowi grupa stała się bardzo popularna na Węgrzech, a pięć piosenek z tego albumu pojawiło się na liście przebojów IM. Sam album uzyskał natomiast na Węgrzech status diamentowej płyty. W 1995 r. album został wydany przez Hungaroton-Gong na CD.

## Lista utworów
| 1. | „Minden sarkon álltam már” | 5:06  |
|    |                            |       |
| 2. | „Egek felé kiáltottam”     | 4:22  |
|    |                            |       |
| 3. | „Ahová eljutok”            | 4:27  |
|    |                            |       |
| 4. | „A fémszívű fiú”           | 4:45  |
|    |                            |       |
| 5. | „Álom”                     | 3:01  |
|    |                            |       |
| 6. | „Ahogy élsz”               | 3:50  |
|    |                            |       |
| 7. | „Elhagyom a várost”        | 4:43  |
|    |                            |       |
| 8. | „Semmim sincs”             | 2:37  |
|    |                            |       |
| 9. | „Álmodtam egy világot”     | 3:56  |
|    |                            |       |
|    |                            | 36:47 |
|    |                            |       |

## Wykonawcy
- Attila Pataky – wokal
- István Slamovits – gitara, wokal
- László Zselencz – gitara basowa
- Alfonz Barta – instrumenty klawiszowe
- György Csapó – perkusja